# صموئيل ماكليلان
صموئيل ماكليلان (بالإنجليزية: Samuel McClellan)‏ هو ضابط أمريكي، ولد في 4 يناير 1730 في ورسستر في الولايات المتحدة، وتوفي في 17 أكتوبر 1807.